# 布凯
布凯（法語：Bouquet，法語發音：[bukɛ] ⓘ）是法国加尔省的一个市镇，属于阿莱斯区。

## 地理
布凯（44°9'32"N, 4°17'25"E）面积30.26 平方千米，位于法国奧克西塔尼大區加尔省，该省份为法国南部沿海省份，南端濒地中海，北起顺时针与阿尔代什省、沃克吕兹省、罗讷河口省、埃罗省、阿韦龙省和洛泽尔省接壤。
与布凯接壤的市镇（或旧市镇、城区）包括：阿莱格尔莱菲马德、布鲁泽莱萨莱斯、丰叙吕桑、吕桑、纳瓦塞勒、塞讷、瓦莱拉格。

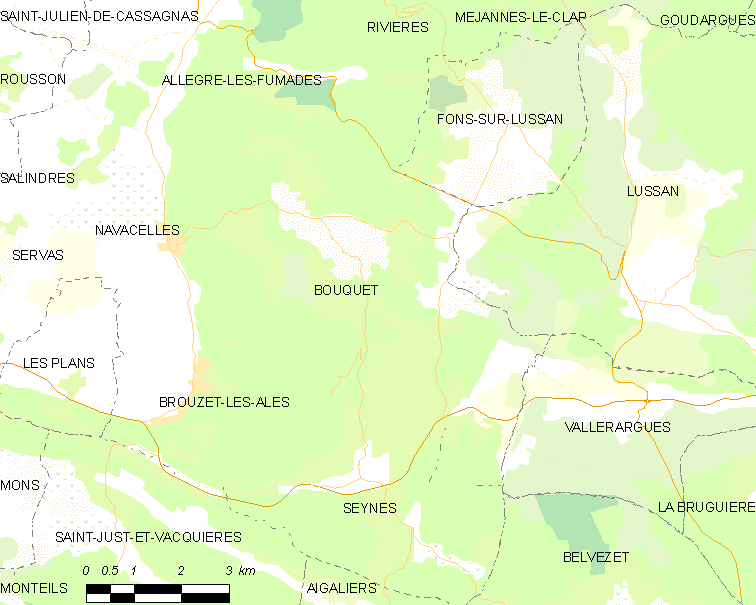
布凯的OSM定位图

布凯的时区为UTC+01:00、UTC+02:00（夏令时）。

## 行政
布凯的邮政编码为30580，INSEE市镇编码为30048。

## 政治
布凯所属的省级选区为阿莱斯第二县。

## 人口

1962-2008年间布凯人口变化图示

布凯于2022年1月1日时的人口数量为197人。